# Послание к некоему иноку о Хмеле
«Послание к некоему иноку о Хмеле» (в другой редакции: «Повесть о хмельном питии») — русский литературный памятник второй половины XVII века, поучение в форме послания, направленное против пьянства. В произведении Хмель персонифицирован. В основе памятника лежит «Слово о Хмеле» (XV век), но, в отличие от последнего, произведение получает повествовательное обрамление.

## Текстология
Известно в небольшом числе списков, объединяемых в две редакции — редакция «Послания» и редакция «Повести» (не путать с «Повестью о Хмеле», близким произведением того же периода).
В рукописи БАН названы имена автора — Матвея с Усть-Шексны и адресата — Моисея из Троицкого монастыря «Вологодцкия страны». Эти имена чередуются с формулой «имярек», поэтому назвать Матвея автором произведения с уверенностью нельзя.
Обе редакции имеют вступление и концовку, характерные для жанра послания. Центральная повествовательная часть озаглавлена дополнительно — «Притча». В списках Барсова и Епархиальном вступление отсутствует, и название «Притча» отнесено ко всему произведению.
В редакция «Повести» текст несколько сокращён и значительно дополнен различного рода вставками. Все вставки имеют заглавия, что придаёт им вид самостоятельных произведений. Именно так отдельные части «Повести» воспринимались иногда переписчиками и исследователями. Так‚ произведение «О безмерном питии и о безмерном запойстве двоестрочием простообразно счинено»‚ имеющее прозаическую концовку‚ представляет собой отрывок из «Повести». Однако заключение, известное по Посланию, сохраняется и в «Повести», на основании чего «Повесть» считается не подборкой разных текстов на одну тему, а более поздней редакцией того же произведения.

## Содержание
Безымянный герой притчи, будучи невоздержанным в питии, долго пребывал в «омраченном уме» и «скверном житии». Он изнемог от пьянства, обнищал и пустил семью по миру. Однако, благодаря вмешательству провидения («Богу наставляющу его на спасение»), он достиг победы над Хмелем и заставил последнего разоблачить себя. Поймав Хмеля, он стал расспрашивать о его роде и власти. В заключение Хмель сообщает человеку средство спасения: поскольку сразу бросить пить нельзя, то, проспавшись, пьянице надлежит выпить немного, а затем приняться за духовный подвиг и так отвыкнуть от пьянства. В этом произведении Хмель приобретает черты, роднящие его с бесом. Хмель прибегает к помощи «споспешника, иже над пианством беса», известного по Повести о происхождении винокурения.
«Слово о Хмеле» не могло не настораживать читателей и переписчиков. Послание явилось одной из попыток устранения сомнительных и опасных особенностей содержания и формы источника. Автор проявил себя профессионалом, владеющим разнообразными художественными средствами, позволившими преобразовать сомнительный текст в сочинение, одновременно занимательное и удовлетворяющее всем требованиям душеполезности. Памятник характеризуют книжный характер языка, выдержанная тенденция к абстрагированию, следование православной доктрине в решении проблем добра и зла, нравственного выбора и ответственности. Всё это свидетельствует о стремлении автора сохранить традиции средневековой учительной литературы. В сравнении со «Словом о Хмеле» смягчён зловещий характер Хмеля как двойника главного героя. В то же время здесь больше разработаны некоторые специфические свойства двойника: способность являться герою во сне, в бреду, стремление вытеснить героя. Дидактика в этом произведении соединяется с занимательностью, суровость сменяется снисходительностью к человеческим слабостям.
Стремление к занимательности более отчётливо проявляется в другой редакции памятника — в «Повести». Из «Слова о Хмеле» заново водится монолог Хмеля. Здесь читается пересказ апокрифа о ковчеге Ноевом ковчеге, в котором речь идёт о том, как дьявол научил жену Ноя варить хмель. Рассказ о выведывании у Ноя тайны ковчега близок к Исторической Палее и поздней — интерполированной редакции «Откровения Мефодия Патарского». В связи с обличением пьянства изложены библейские сказания о гибели Самсона и Олоферна, даны краткий пересказ хронографических известий о византийском императоре Михаиле III и назидательные изречения о вреде пьянства. Непосредственно перед заключением помещено «Двоестрочное сказание о безмерном пьянстве и злом запойстве».

## Издания
- Памятники литературы Древней Руси. — XVII век. — Книга 2. — М., 1989. — С. 244—249, 616—617;
- Буслаев Ф. И. Повесть о Горе и Злочастии // Буслаев Ф. И. О литературе. Исследования. Статьи. — М., 1990. — С. 179—182. Текст издан частично.